# LIA (網走市)

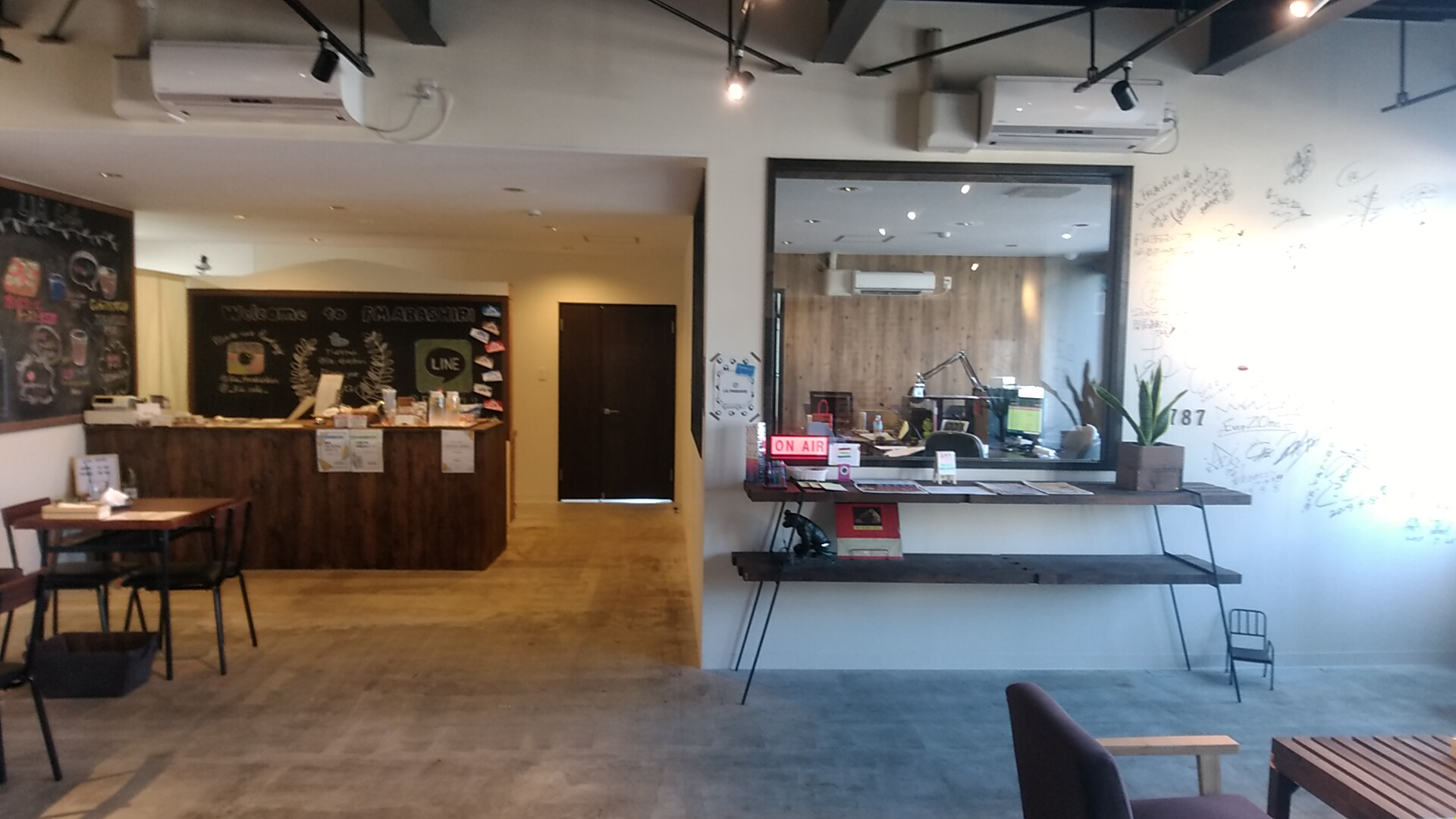
スタジオ（右）と併設するLIA cafe

株式会社LIA（エルアイエー）は北海道網走市の一部地域を放送区域として超短波放送（FM放送）を行う特定地上基幹放送事業者である。FM ABASHIRI（エフエムアバシリ）の愛称でコミュニティ放送を営んでいる。

## 概要
2019年（平成31年）2月1日に、全国で350番目、北海道内で30番目、オホーツク管内で2番目に開局したコミュニティ放送局であり、2023年時点ではオホーツク管内唯一のコミュニティ放送局である。大空町、美幌町、小清水町などでも、場所によっては受信できる。また、開局と同時にMTIのインターネットラジオListenRadioでも聴取できるほか、LIA cafe（エルアイエー カフェ）が併設されている。網走市の建設会社・早水組の子会社。

## 沿革
- 2018年（平成30年）
  - 5月1日 - 株式会社LIAを設立。
  - 8月26日 - 特定地上基幹放送局の予備免許取得[3]
  - 12月 - 試験電波発射[注 1]。
- 2019年（平成31年）
  - 1月19日 - 試験放送実施[4]。
  - 1月25日 - 特定地上基幹放送局の本免許取得
  - 2月1日 - 開局[5]。
- 2022年（令和4年）10月1日・2日 - 送信アンテナをオホーツク流氷館屋上から移設。
- 2023年（令和5年）2月1日 - 4周年を機に公式サイトをリニューアル。

## LIA cafe
2024年2月1日時点
- 火曜 - 金曜 11:00 - 18:00（LO 17:30（フード）、17:45（ドリンク））[注 4]
- 土曜（不定休）・祝日 11:00 - 16:00（LO 15:30（フード）、15:45（ドリンク））

※日・月曜定休
※交通系マネー・iD・QUICPay・コード決済利用可能

## 番組
番組情報(タイムテーブル)も参照。
基本24時間放送。ただし自社製作番組以外はミュージックバードの番組を放送している。

### 自社製作番組
※太字は生放送番組。
※土曜の9・17時台に再放送枠。
- Have a good Day!（月 - 木曜 7:30 - 10:00）[注 7]
  - 網走市からのお知らせ（8:00 - 8:05）
  - 社協 の「ほっと便」（第1木曜 9:00 - 9:20）
- パチっと♪（金曜 7:30 - 11:00）
  - 網走市からのお知らせ（8:00 - 8:05）
- おっさんずゾーン10（月 - 金曜 10:00 - 11:00）[注 8]

|      | 10:00 - 10:30                             | 10:30 - 11:00                                      |
| ---- | ----------------------------------------- | -------------------------------------------------- |
| 月曜 | どろんこ先生のゆめとこラジオ              | どろんこ先生のゆめとこラジオ                       |
| 火曜 | 竹屋真征の火曜10時の偏見の塊              | 竹屋真征の火曜10時の偏見の塊                       |
| 水曜 | FPトモローの独り言                        | FPトモローの独り言                                 |
| 木曜 | イシハラモトエのXing on the RADIO         | イシハラモトエのXing on the RADIO                  |
| 金曜 | あおぞら歌謡曲 （再：土曜 14:00 - 14:30） | 湊恵行のGreatest Covers （再：土曜 14:30 - 15:00） |

- スカイ定期便～本日は晴天なり～（月 - 金曜 11:30 - 12:00）[注 13]
  - 大空インフォメーション（金曜 11:54 - 11:59）
- Break time Abashiri（月 - 木曜 12:00 - 15:00）[注 14]
  - 網走市からのお知らせ（12:54 - 12:59）
  - パワープレイ（月 - 金曜 14:55.40 - 14:59）
- 日替わりパーソナリティ番組（月 - 金曜 15:00 - 15:30、再：翌週月 - 金曜 11:00 - 11:30）

|       | 月曜                            | 火曜                                  | 水曜                                      | 木曜                                         | 金曜                                    |
| ----- | ------------------------------- | ------------------------------------- | ----------------------------------------- | -------------------------------------------- | --------------------------------------- |
| 第1週 | 休憩だよ～ ときおの演歌タイム   | ワッショイ網走（仮）                  | 助産院はるの保健室                        | くまざきたかおの こまくまラジオ              | farmers talk                            |
| 第2週 | きらり☆オホ女の おしゃべりTime  | オホーツク財団の しょくひんラジオ     | 月刊パタラ                                | 賢人たちからの運命を 変える質問 トイトーーク | ソーシャルワーカー丸山直子の まるほんね |
| 第3週 | 産後GO!GO!                      | 清里100%ラジオ                        | RADIO BARへようこそ                       | WE LOVE あばしり                             | ラジオ 令和の福祉を考える               |
| 第4週 | 小形誠の フリーフライト小清水町 | タッキーの オホーツクアウトドアライフ | ～あなたの知らないプロの世界～ 決意の瞬間 | リップ スティック グラフィティ               | 北のなにわトーク                        |
| 第5週 | 川上アナの 弟子屈奮闘記         | 北のこよみラジオ                      | 道東テレビのおやつ時間                    | 森へ行こう                                   | 同友会ってどうゆうかい?                 |

- LIAミュージック（月 - 金曜 15:30 - 16:00）
- ファイト網走（木曜 18:00 - 18:30）
- 音楽情報バラエティー リハラジ（月曜 18:00 - 19:00、再：土曜 18:00 - 19:00）
- ラジオでサークルはじめてみました!?（月 - 金曜 17:00 - 18:00、再：土曜 16:00 - 17:00）[注 15]
  - 大空インフォメーション（金曜 17:45.40 - 17:50.40）
  - 網走市からのお知らせ（17:50.40 - 17:55.40）
  - パワープレイ（17:55.40 - 17:59）
- FRIDAY JUNCTION（金曜 12:00 - 15:00）
  - 網走市からのお知らせ（12:54 - 12:59）
  - パワープレイ（14:55.40 - 14:59）
- Groovin'M（金曜 16:00 - 17:00,18:00 - 19:00）
- ラジオしょうねん団（最終土曜 9:30 - 10:00）[注 16]
- Peaceful SATURDAY（土曜 10:00 - 14:00）[注 17][注 18]
- 走裕介のデレスケラジオ（最終土曜 14:00 - 14:30）
- 伊藤ゆりかのなんてったってアイドル☆（第1・3土曜 15:00 - 15:30）
- あに愛でRoom（第2・4土曜 15:00 - 15:30）[注 18]
- My Favorite Compact（第5土曜 15:00 - 15:30）
- ふるさと一貫!へいらっしゃい!（第1・3土曜 15:30 - 16:00）[注 18]
- うぇるかむ 創成塾（第2・4土曜 15:30 - 16:00）
- 大空高校のラジオで生徒会（第5土曜  15:30 - 16:00）

過去
- You（夕）Time 787（2019年2月 - 9月）
- ラジ婚! ＃日本中のプレ花嫁さんと繋がりたい（2019年4月 - 9月）
- オホーツク太郎の生きていりゃこそ人生だ（2019年2月 - 3月）
- My Favorite（2019年4月 - 2020年3月）
- oh! ho! Time（2019年10月 - 2020年3月）
- My Favorite Returns（2020年10月 - 2021年3月）
- Afternoon Jazz（2020年6月 - 2022年3月）[注 18]
- フォーカスロック（2020年4月 - 2022年9月）
- 田村まさかショー at“ FMあばしり”（2019年2月 - 2023年3月）
- ハヤシヨシミのHAPPY GO LUCKY!!!!!!!（2020年4月 - 2023年3月）
- Shuffle!!（2020年4月 - 2023年3月）
- パンドRadio（2019年9月 - 2025年6月）[注 19]

### その他
ミュージックバードを除く。
- 大山慎介の「復活」北海道（金曜 19:00 - 20:00、再：土曜 8:00 - 9:00、FMびゅー製作）[注 20]

## パーソナリティー
パーソナリティも参照。
| 男性 - 平田真悟 - 局長 - 湊恵行 | 女性 - 森田琴乃 - 山崎ひとみ - 林嘉（旧姓：石栗） - 梅津真里奈（旧姓：石井） - 伊藤ゆりか |

過去のパーソナリティー
- 秋葉恭平（2019年2月 - 2019年10月）[17]
- 斎藤昌基（2019年2月 - 2020年5月）[18]
- 下坂真沙美（2019年2月 - 2020年3月）[19]
- 瀬戸統晴（2023年4月 - 2024年3月）
- 後藤まあや（2020年4月 - 2024年6月）[20]

## 緊急告知防災ラジオ
網走市では、2019年（令和元年）12月から緊急告知防災ラジオ（緊急告知FMラジオ）を高齢者を中心に無償貸与 している。FM ABASHIRI以外に、NHK-FM北見、AIR-G'、NHKラジオ第1、HBCラジオ、STVラジオも受信できる。
試験放送は、毎月13日13時。※ただし閉庁日の場合は翌開庁日に実施。

## フリーペーパー
フリーペーパーQun（きゅん）2019年2月号（Vol.107） - 2022年2月号（Vol.143）に「Hello ABASHIRI」が掲載された。